# Theodor von Vequel-Westernach
Theodor Freiherr von Vequel-Westernach (* 22. Juli 1853 auf Schloss Hohenkammer; † 22. Januar 1940 auf Schloss Kronburg) war bayerischer Kammerherr und Mitglied des Deutschen Reichstags.

## Leben
Seine Mutter Theresia Maria Freiin von Westernach  (* 1819) heiratete 1844 den königlich bayerischen Kämmerer und Oberstleutnant sowie Ehrenritter des Malteserordens Maximilian von Vequel auf Hohenkammer. Am 27. Juni 1852 zu Hohenschwangau erhielt dieser eine königlich bayerische Namen- und Wappenvereinigung mit den seit 1851 im Mannesstamm erloschenen Freiherren von Westernach als Freiherr von Vequel-Westernach.
Vequel-Westernach besuchte die Latein- und die Gymnasialschule sowie das Polytechnikum und die Universität. Er war bayerischer Kammerherr und widmete sich der Verwaltung des eigenen Gutes. Von 1881 bis 1884 war er zudem Mitglied des Deutschen Reichstags für den Wahlkreis Schwaben 5 (Kaufbeuren, Mindelheim, Oberdorf, Füssen) und die Deutsche Zentrumspartei.
Er starb 1940 auf Schloss Kronburg.